# Dardin
Dardin bildet als Konglomerat von mehreren Weilern eine Fraktion der Gemeinde Breil/Brigels in der Surselva im Kanton Graubünden in der Schweiz. Der Ort liegt rund 200 Meter über der Talsohle an der Strasse nach Breil/Brigels.
Der Ortsname wird im Jahr 765 im Testament von Bischof Tello als Ardunae erwähnt.
Dardin besteht aus den Weilern Casu, Capaul, Casut, Caprè, Capeder und Gliz. Die höchstgelegene Siedlung Pugaus (Arpagaus) mit der Caplutta Sontga Clau wurde um 1800 aufgegeben. Die Weiler Plaunca und Contanaus (Cadonaus) wurden ebenfalls verlassen. In Dardin leben rund 150 Personen. Die Kinder von Dardin gehen in Danis oder Breil/Brigels zur Schule.
Die Orte liegen entlang der alten Strasse von Schlans nach Breil/Brigels in einer Maiensässregion verstreut auf einer Höhe zwischen 1000 und knapp 1300 Meter. Entlang der alten Strasse verläuft heute die Senda Sursilvana.
Die terrassenartig angelegte und durch Hecken und Gehölze gegliederte Kulturlandschaft von Dardin wurde vom WWF als Smaragd-Gebiet ausgezeichnet.
Einige hundert Meter südwestlich von Dardin liegen die Schalensteine von Patnasa.

## Weiler von Dardin

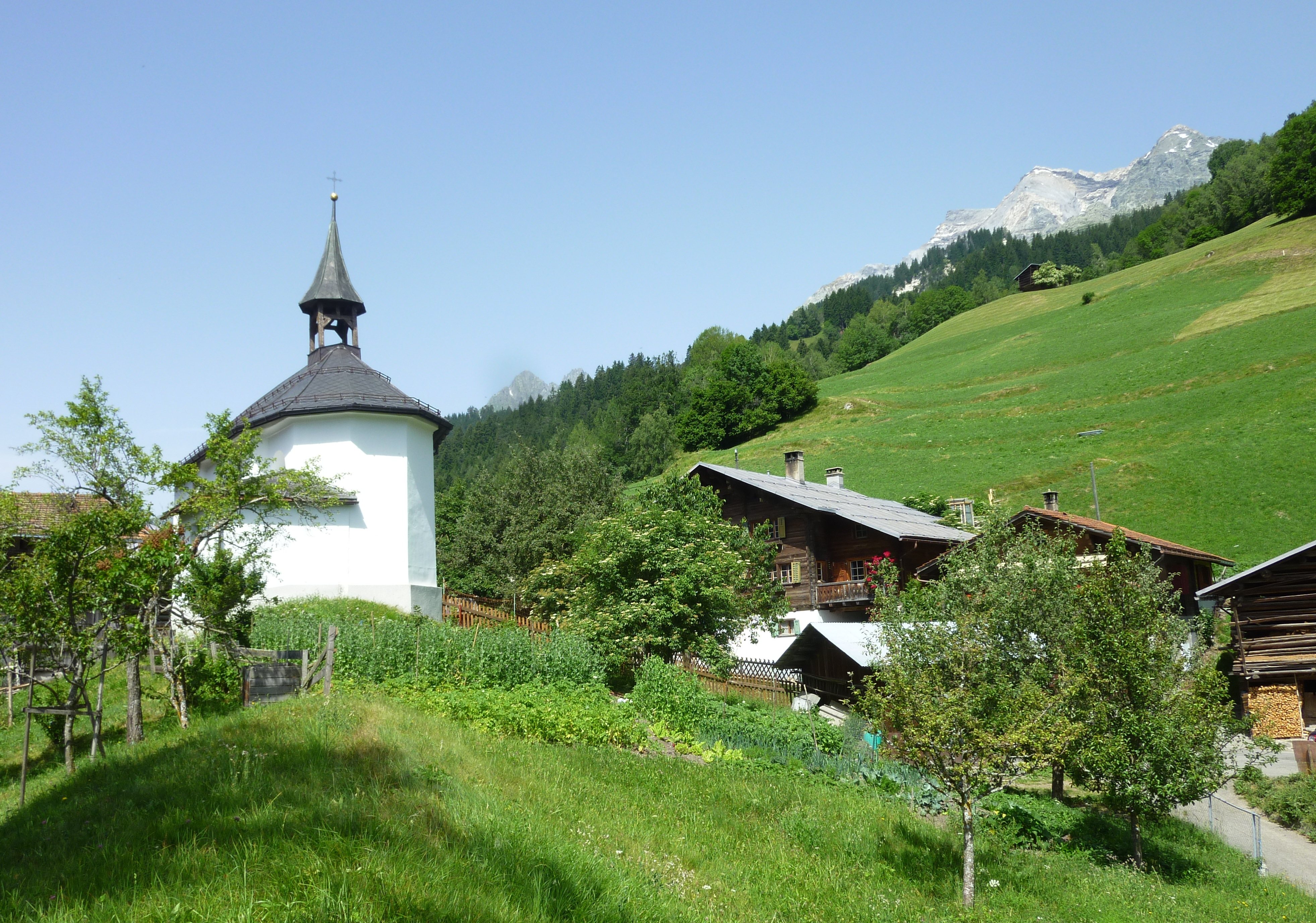
Dardin Capeder
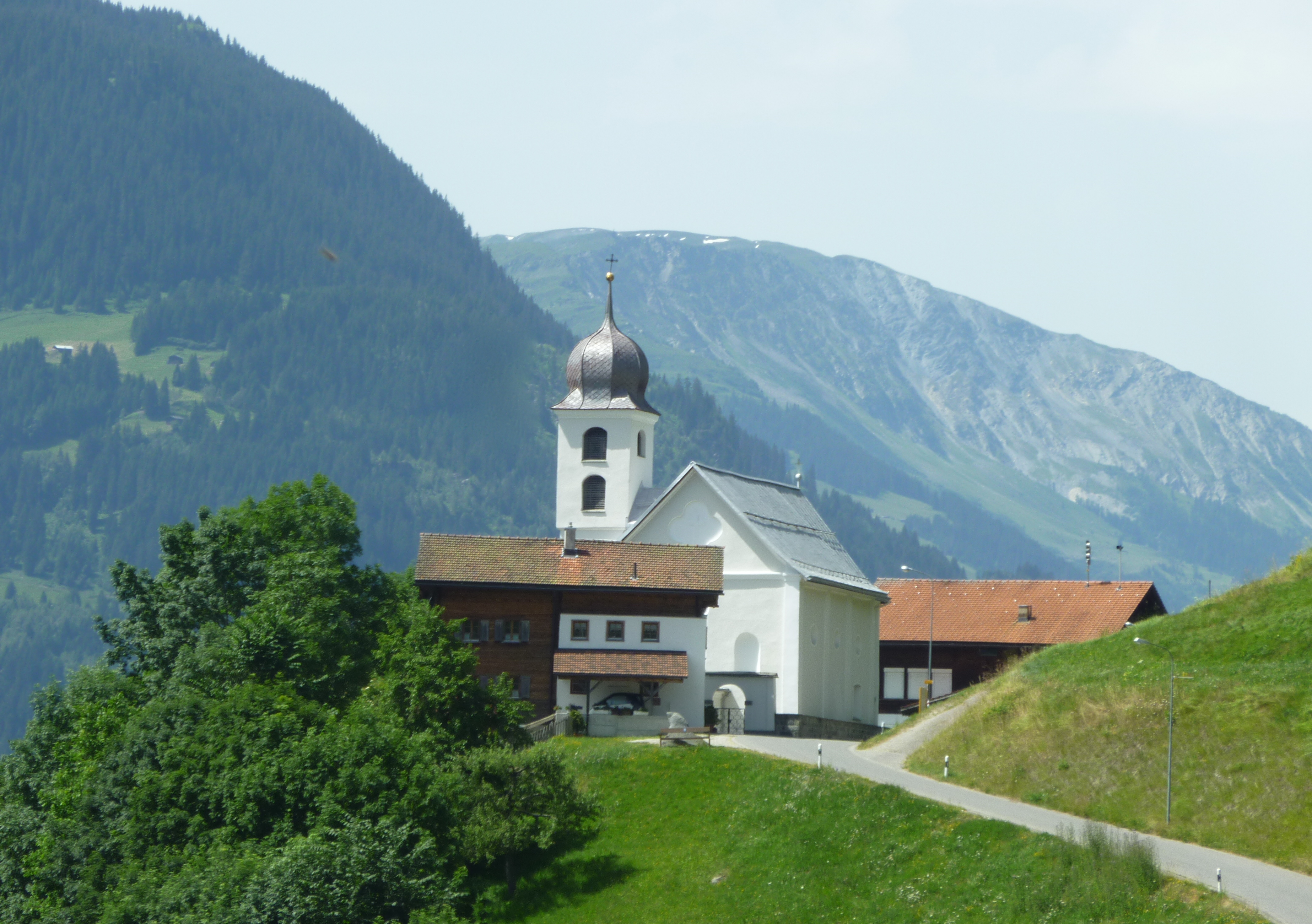
Dardin Caprè
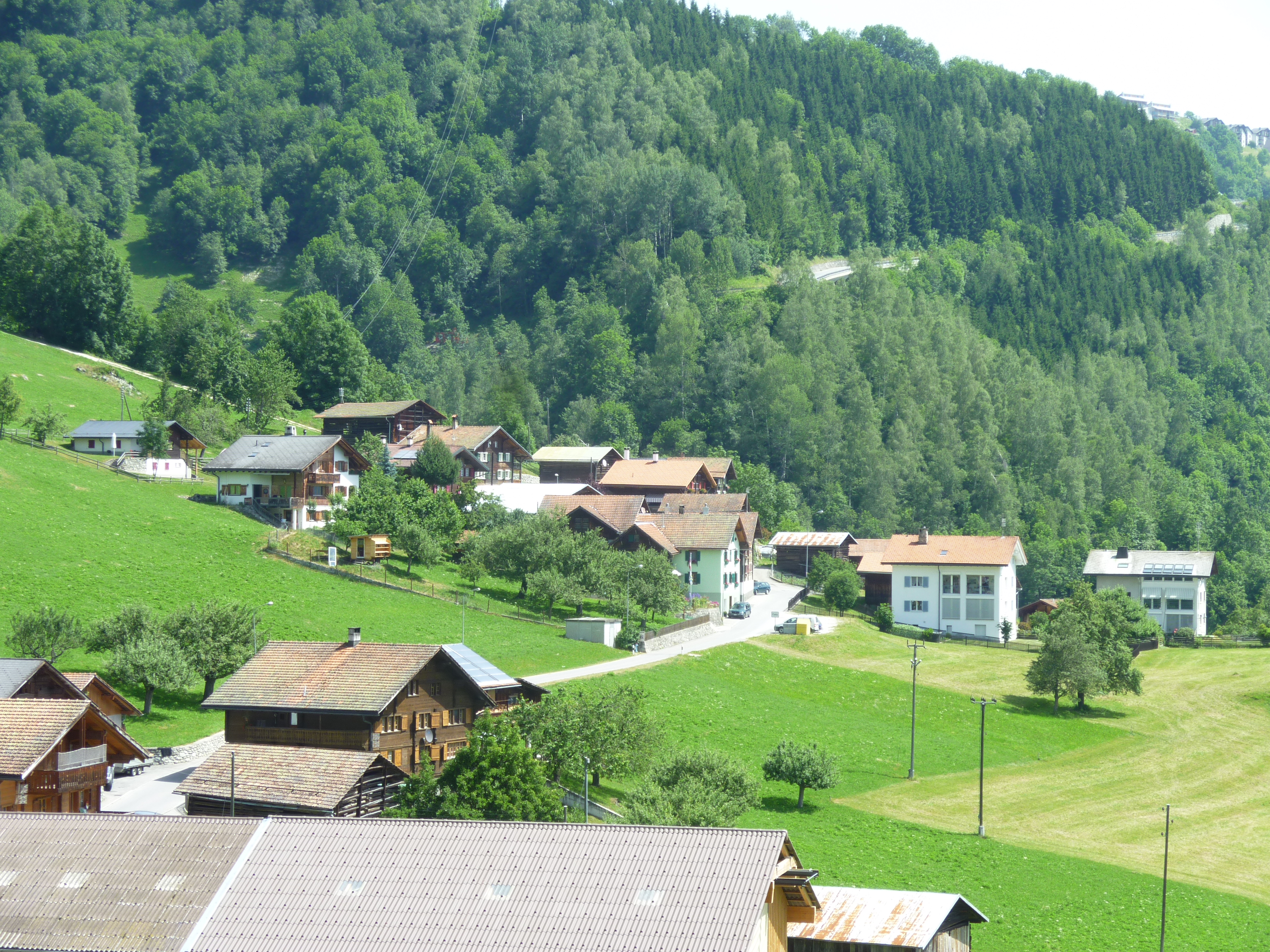
Dardin Capaul (vorne) und Casu
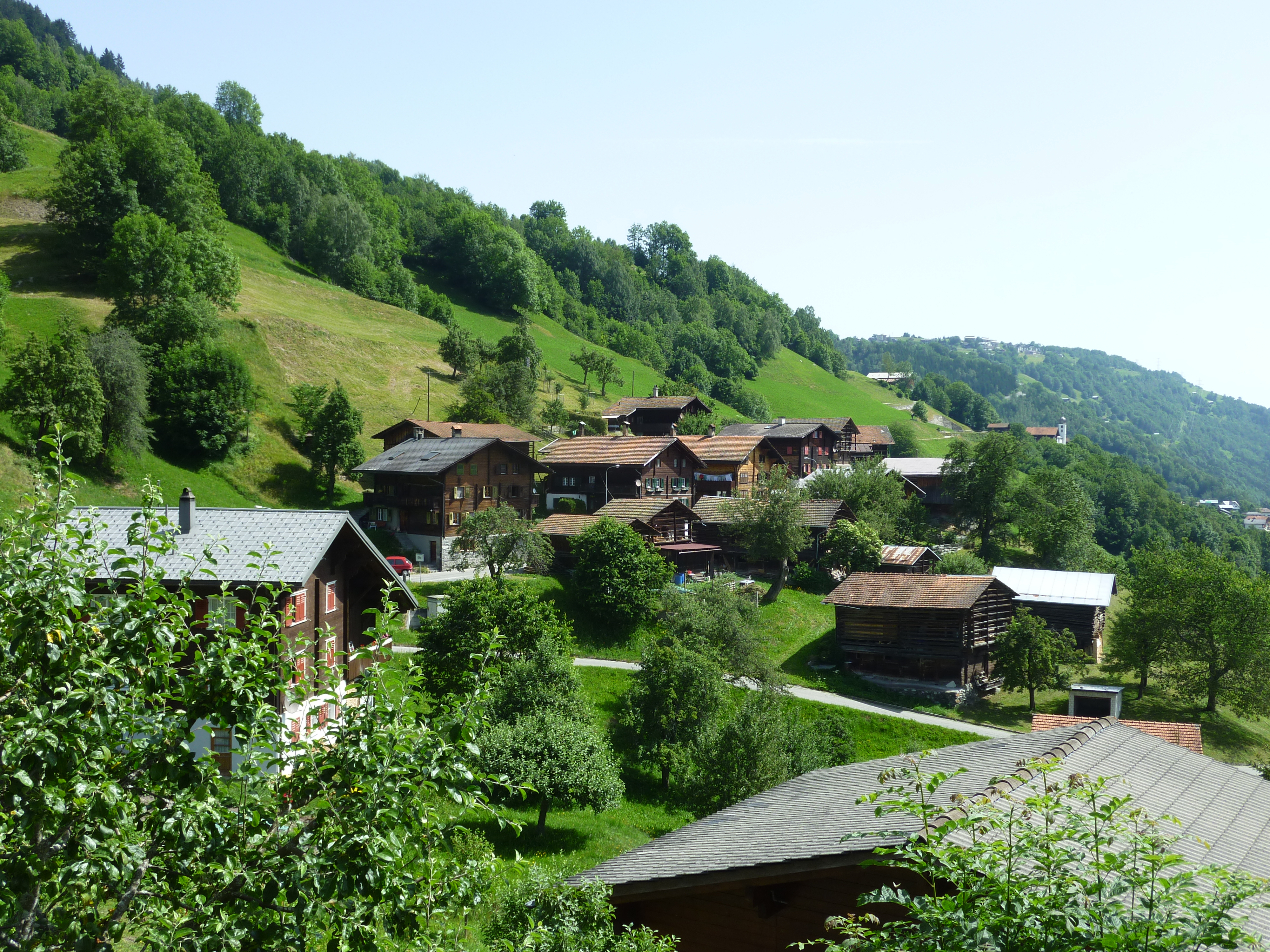
Dardin Gliz
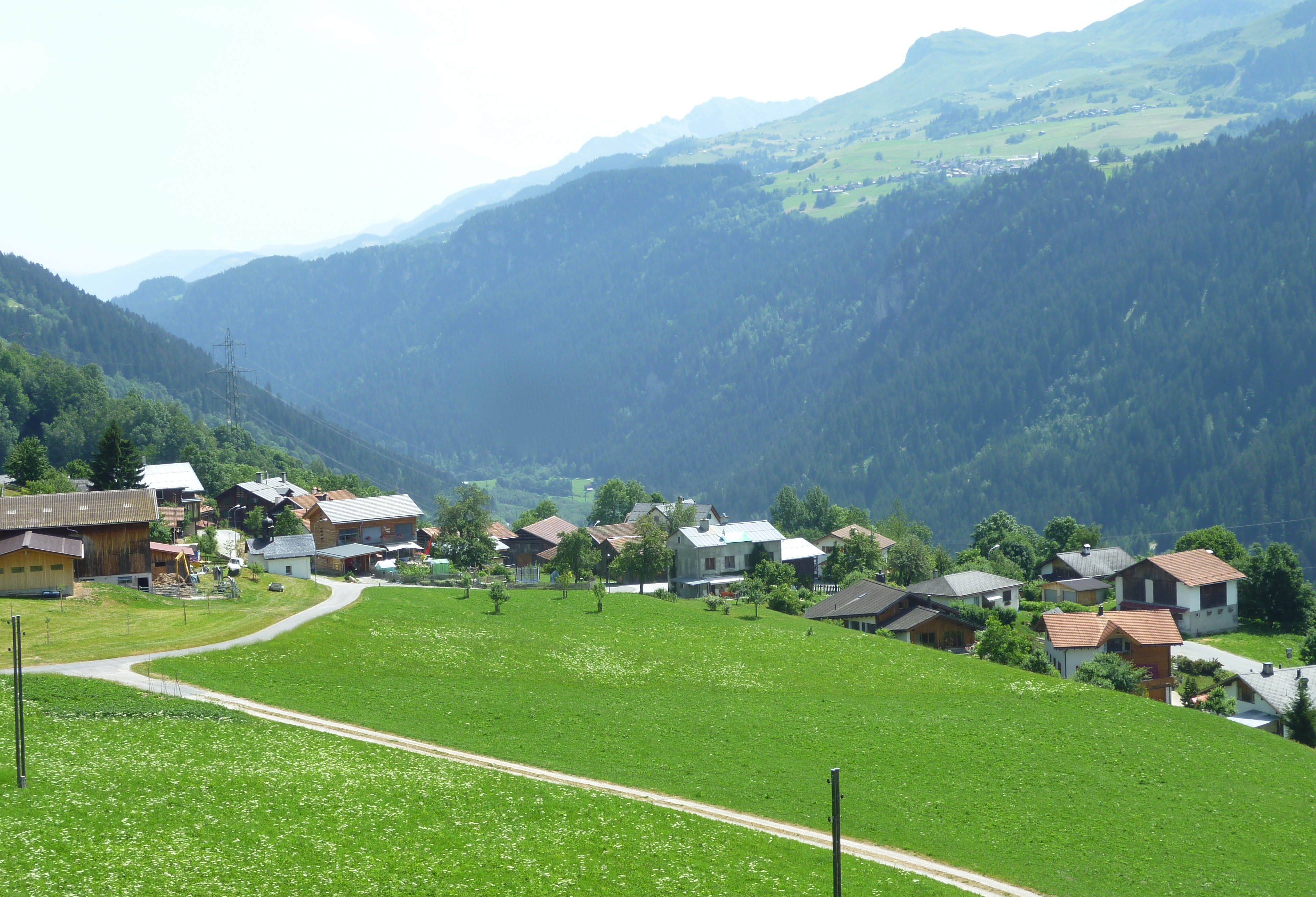
Dardin Casut

## Katholische Pfarrkirche St. Sebastian - S. Bistgaun

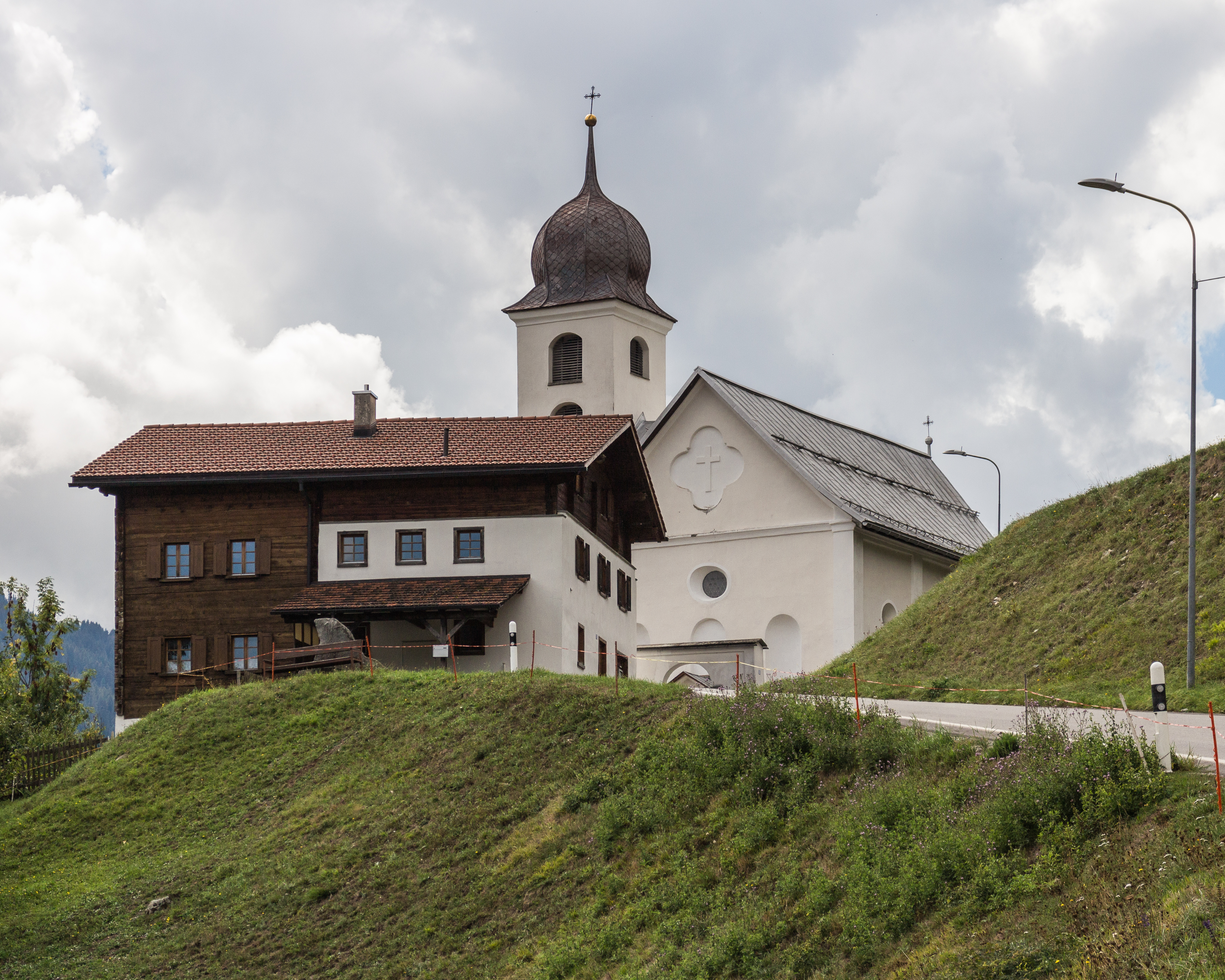
Kirchengebäude
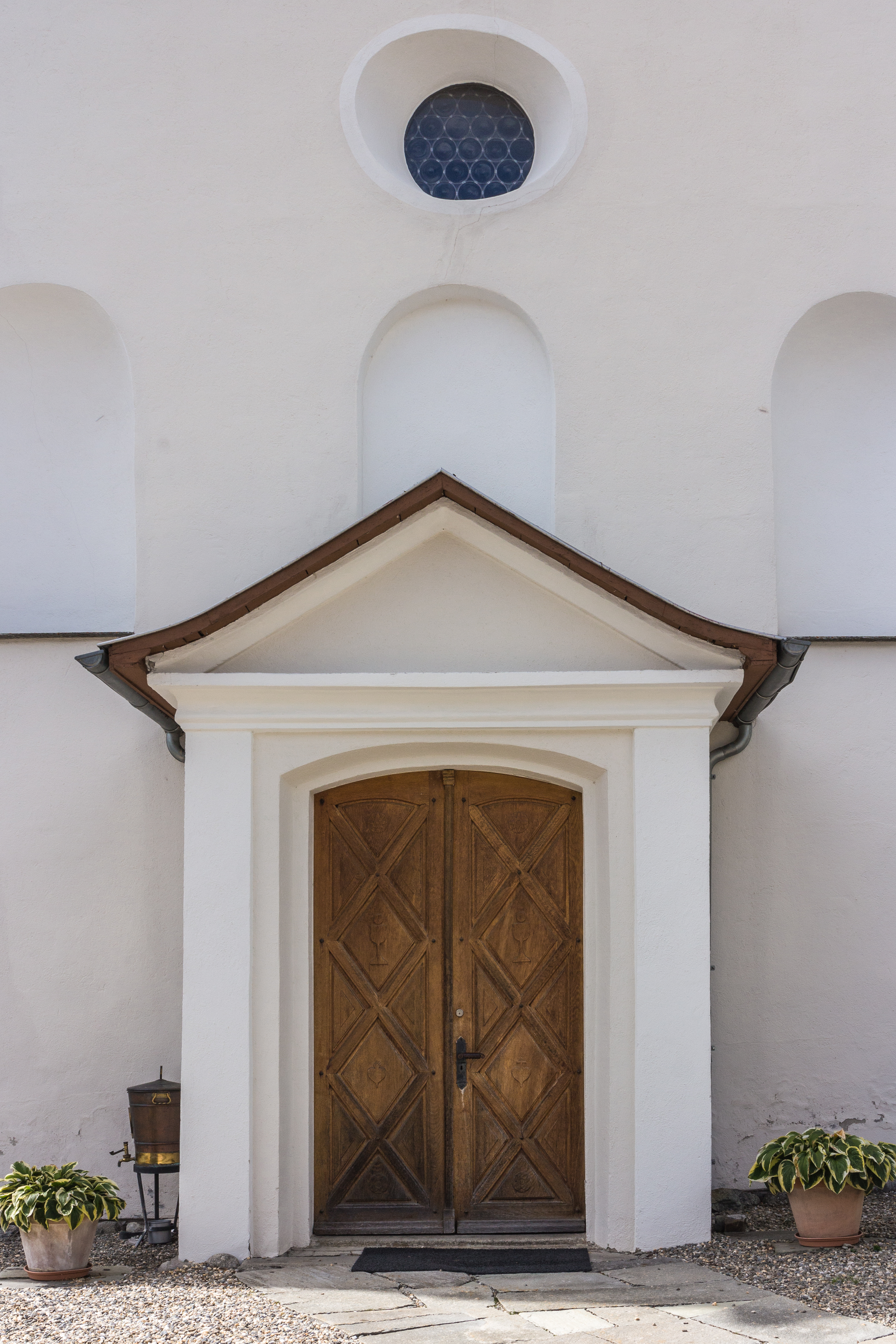
Eingangskirche
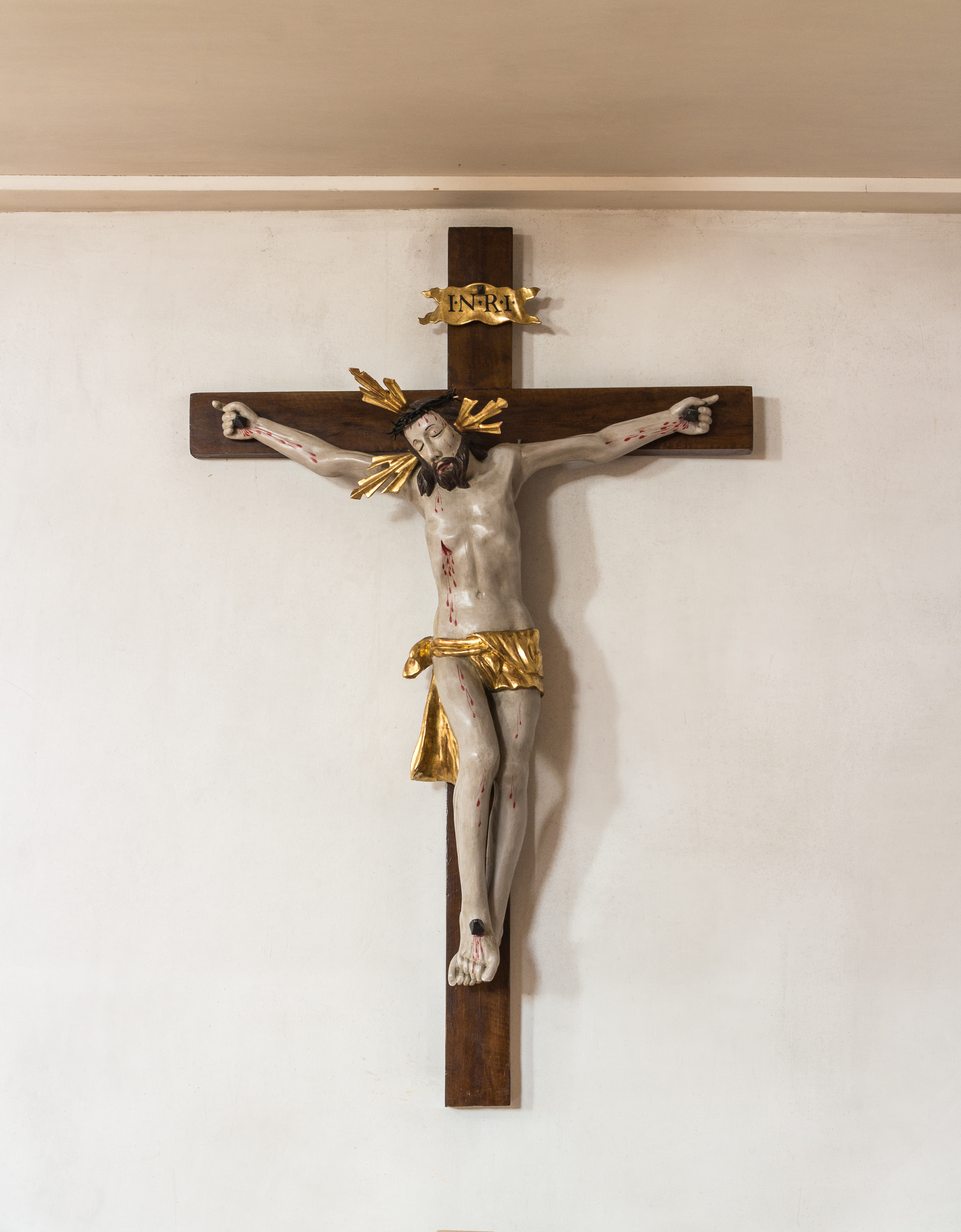
Kruzifix
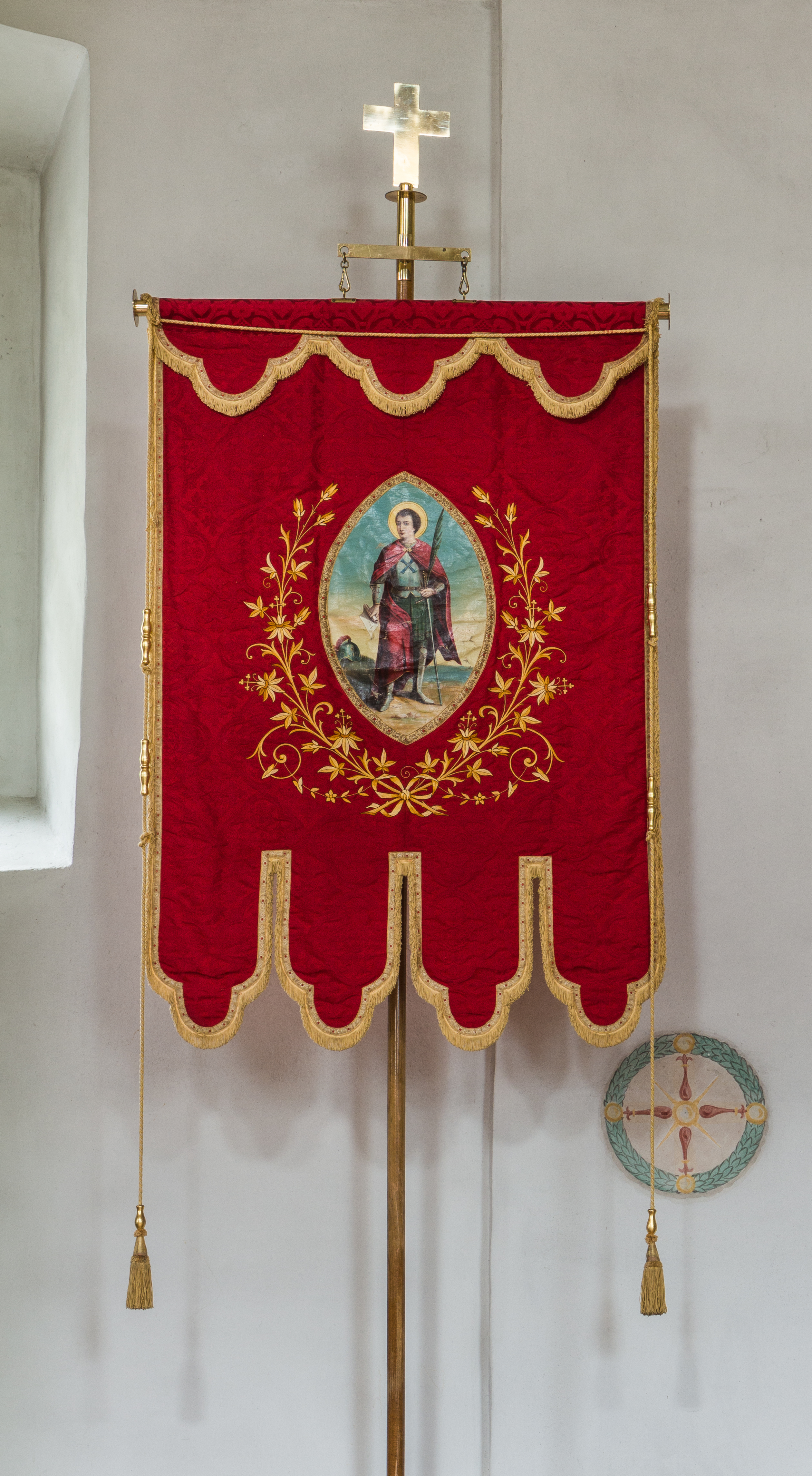
Banner
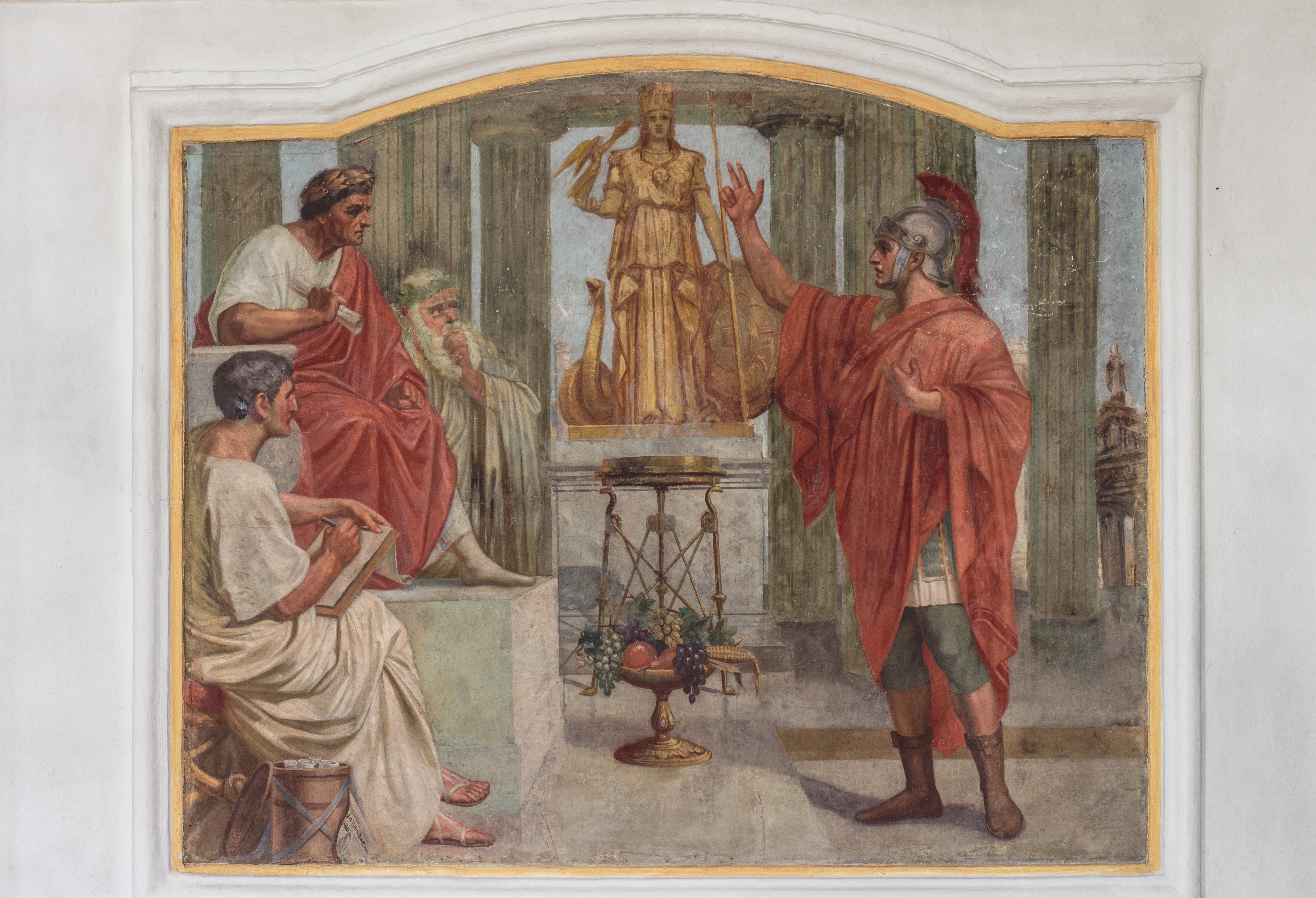
Wandbild
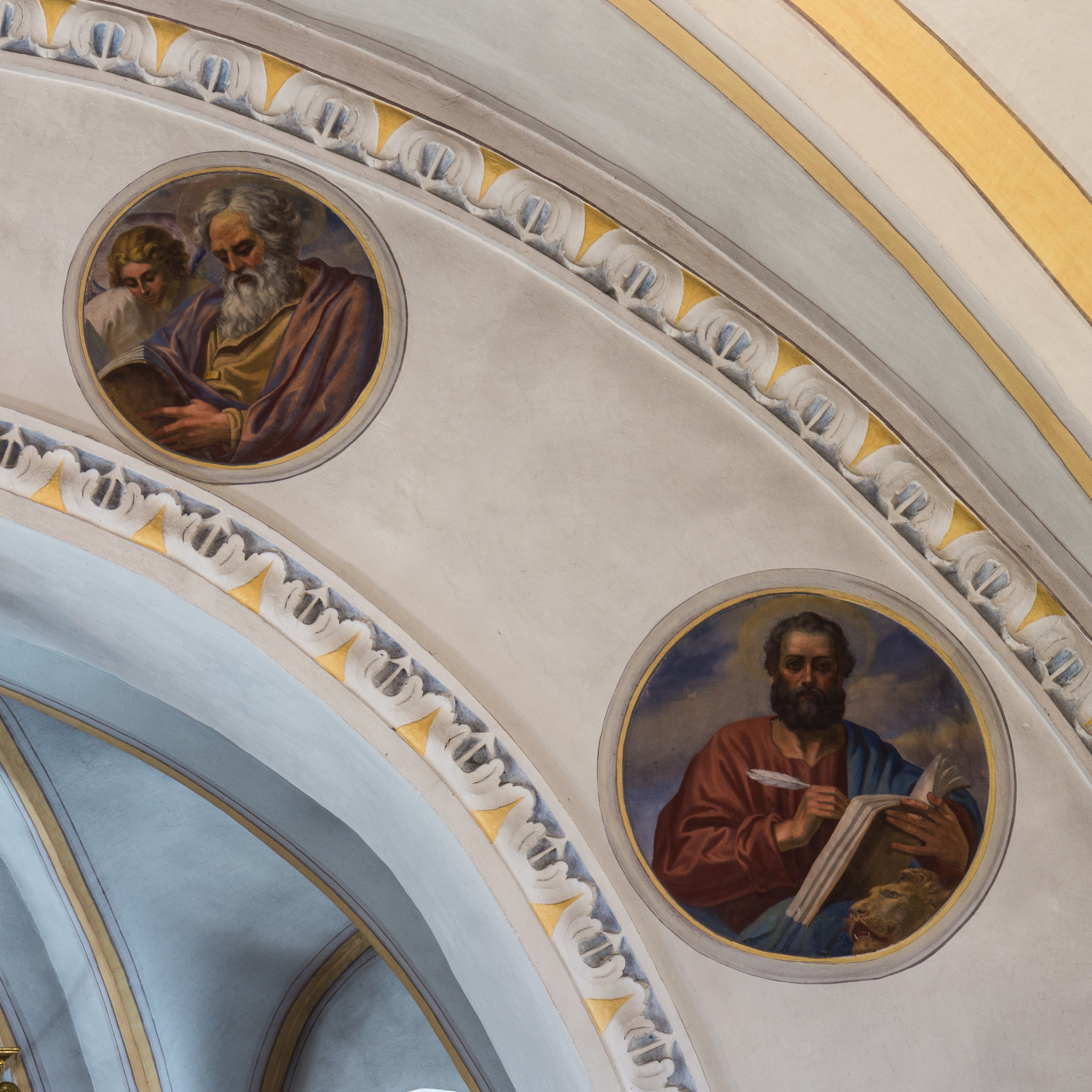
Detail der Bögen
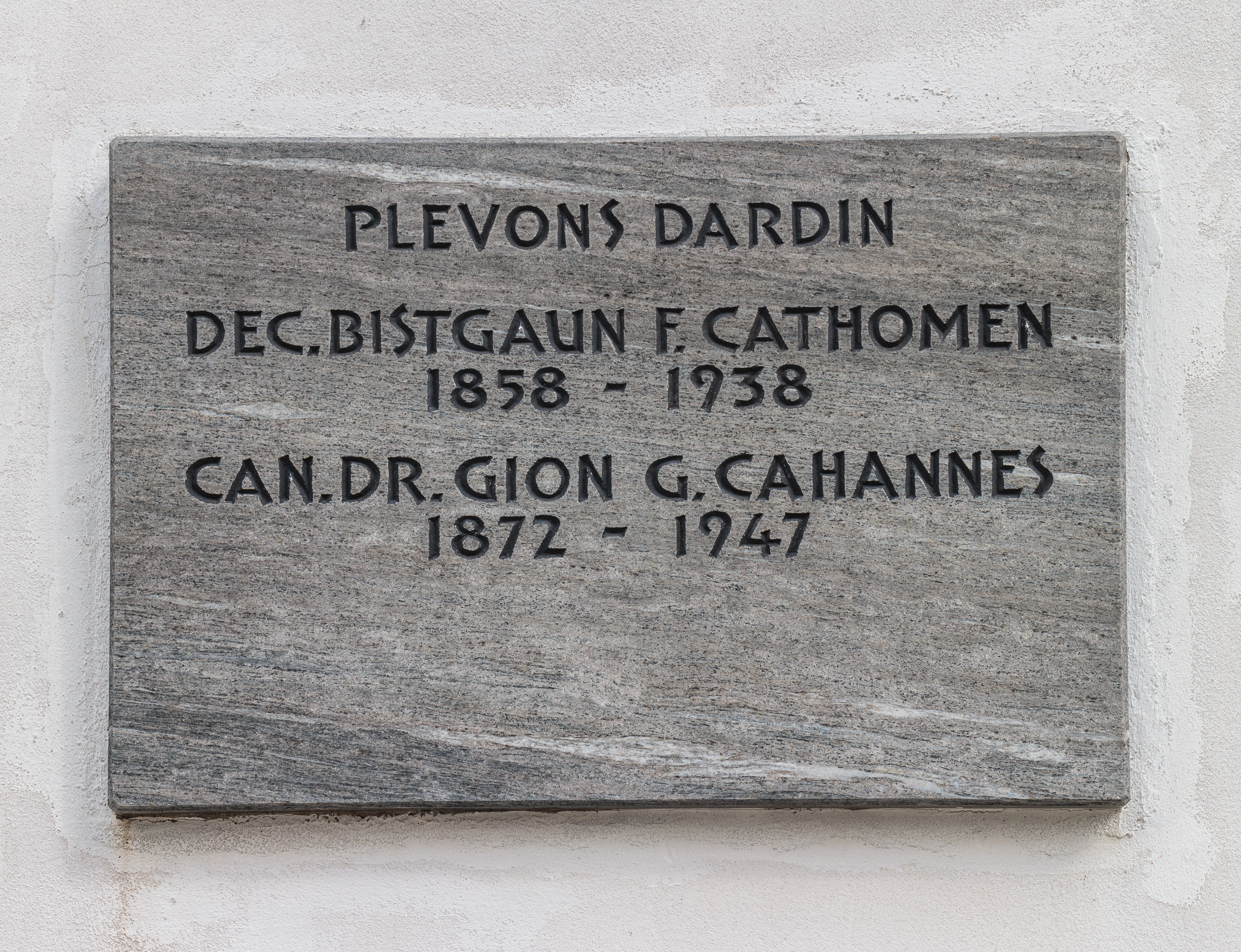
Gedenkstein.